# Michaela Kubat
Michaela Kubat (* 10. April 1972) ist eine ehemalige deutsche Fußballspielerin.

## Karriere

### Vereine
Die Stürmerin begann ihre Karriere bei Grün-Weiß Brauweiler. Mit Brauweiler stieg sie 1991 in die Bundesliga auf und gewann den DFB-Pokal. 1992 wechselte sie zum TSV Siegen, mit dem sie zweimal deutsche Meisterin und einmal Pokalsiegerin wurde. Danach wechselte sie zum FCR Duisburg 55 und gewann 1998 zum dritten Mal den DFB-Pokal. Auch das am 11. August 1992 in Hannover erstmals ausgetragene Finale um den DFB-Supercup konnte sie mit dem TSV Siegen gewinnen; je zweimal trafen Britta Unsleber und Doris Fitschen beim 4:0-Sieg über den FSV Frankfurt.

### National-/Auswahlmannschaft
Am 28. August 1991 gab sie ihr Debüt in der A-Nationalmannschaft beim 3:1-Sieg im Testspiel gegen die Schweizer Nationalmannschaft in Weil am Rhein. Mit dem 1:0-Führungstor in der siebten Minute gelang ihr sogleich auch ihr erstes Länderspieltor. Gegen die Schweizer Nationalmannschaft beendete sie auch am 5. Mai 1993 in Wädenswil beim 1:0-Sieg ihre Karriere als Nationalspielerin. Insgesamt bestritt sie elf Länderspiele und erzielte zwei Tore.
Des Weiteren kam sie am 23. Mai 1993 in Rheine als Auswahlspielerin des Fußball- und Leichtathletik-Verbandes Westfalen beim 2:1-Sieg über die Auswahlmannschaft des Hessischen Fußball-Verbandes um den Länderpokal zum Einsatz.

## Erfolge
- Deutscher Meister 1994, 1996
- DFB-Pokal-Sieger 1991, 1993, 1998
- DFB-Supercup-Sieger 1992
- Länderpokal-Sieger 1993